# Ceratina foveifera
Ceratina foveifera är en biart som beskrevs av Embrik Strand 1912. Ceratina foveifera ingår i släktet märgbin, och familjen långtungebin. Inga underarter finns listade i Catalogue of Life.